# جون وينسلو بيسل
جون وينسلو بيسل (بالإنجليزية: John Winslow Bissell) هو قاضي ومحامي أمريكي، ولد في 7 يونيو 1940 في إيكستر في الولايات المتحدة.